# Álvaro Obregón (Tila)
Álvaro Obregón es una localidad del estado mexicano de Chiapas. Es parte del municipio de Tila.

## Toponimia
El nombre de la localidad rinde homenaje a Álvaro Obregón, presidente de México de 1920 a 1924.

## Demografía
| Gráfica de evolución demográfica |
|                                  |

| Censo | Población |
| ----- | --------- |
| 1960  | 380       |
| 1970  | 452       |
| 1980  | 435       |
| 1990  | 763       |
| 2000  | 827       |
| 2010  | 983       |
| 2020  | 1 020     |